# Xanthopimpla curvimaculata
Xanthopimpla curvimaculata (лат.) — вид перепончатокрылых наездников-ихневмонид рода Xanthopimpla из подсемейства Pimplinae (Pimplini, Ichneumonidae).

## Распространение
Юго-Восточная Азия. Вьетнам, Индия, Малайзия, Таиланд.

## Описание
Среднего размера перепончатокрылые насекомые. Основная окраска жёлтая с небольшими чёрными пятнами. Лицо шире, чем своей высоты; срединная и латеральная чёрные метки на среднеспинки соединены сзади с чёрной меткой впереди щитика; щитик сильно выпуклый, латеральный край примерно в 0,8 раза шире первого членика жгутика; субтегулярный гребень субтреугольный; средние и задние голени без толстых щетинок; область «area superomedia» закрыта или частично сливается со вторым латеральным полем; ножны яйцеклада примерно в 0,3 раза больше задней голени. Предположительно, как и близкие виды паразитирует на гусеницах и куколках бабочек (Lepidoptera).
Вид был впервые описан 1899 году, а валидный статус таксона подтверждён в ходе ревизии, проведённой в 2011 году энтомологами из Вьетнама (Nhi Thi Pham; Institute of Ecology and Biological Resources, Ханой, Вьетнам), Великобритании (Gavin R. Broad; Department of Entomology, Natural History Museum, Лондон, Великобритания), Японии (Rikio Matsumoto; Osaka Museum of Natural History, Осака, Япония) и Германии (Wolfgang J. Wägele; Zoological Reasearch Museum Alexander Koenig, Бонн, Германия).